# Please Don't Touch
Please Don't Touch è un album musicale di Steve Hackett uscito nel 1978. Fu il secondo pubblicato come solista ed il primo dopo l'uscita del chitarrista dai Genesis. L'album è stato ripubblicato nel 2005 dalla Camino Records con tre bonus track e nel 2016 con il nuovo remaster di Steven Wilson anche in multicanale 5.1 in CD/DVD Audio dalla Virgin Records.
L'album contiene molti degli spunti compositivi che non riuscirono a sfociare nei lavori coi Genesis e consentirono ad Hackett di esprimere quegli aspetti musicali che non incontravano l'approvazione del resto del gruppo.
L'album vede la presenza di numerosi ospiti di fama internazionale come Randy Crawford, l'icona folk statunitense Richie Havens, il batterista e il cantante dei Kansas Phil Ehart e Steve Walsh, oltre al collaboratore di Frank Zappa Tom Fowler ed al batterista in concerto dei Genesis Chester Thompson.

## Musicisti

### Artista
- Steve Hackett: chitarra elettrica ed acustica, tastiere, percussioni e voce

### Altri musicisti
- John Hackett: flauto, ottavino e tastiere
- John Acock: tastiere
- Maria Bonvino: soprano (Hoping Love Will Last)
- James Bradley: percussioni
- Randy Crawford: voce (Hoping Love Will Last)
- Phil Ehart: batteria e percussioni
- Feyedor: voce (The Voice of Necam)
- Tom Fowler: basso elettrico
- Richie Havens: voce e percussioni (How Can I? e Icarus Ascending)
- Dave Lebolt: tastiere
- Hugh Malloy: violoncello
- Dale Newman: voce (Icarus Ascending)
- Dan Owen: voce (Icarus Ascending)
- Graham Smith: violino
- Chester Thompson: batteria e percussioni
- Steve Walsh: voce (Narnia e Racing in A)

## Tracce
1. Narnia[1] - 4:05
2. Carry on Up the Vicarage[2] - 3:11
3. Racing in A - 5:07
4. Kim - 2:13
5. How Can I? - 4:38
6. Hoping Love Will Last - 4:23
7. Land of 1000 Autumns - 1:38
8. Please Don't Touch - 3:39
9. The Voice of Necam - 3:11
10. Icarus Ascending - 6:27

### Bonus tracks nell'edizione del 2005
1. Narnia (voce di John Perry) - 3:36
2. Land of 1000 Autumns / Please Don't Touch (live) - 7:53
3. Narnia (versione alternativa) - 4:30

- Tutti i brani sono di Steve Hackett.